# Thorstein Johansen
Thorstein Arthur Johansen (* 7. Januar 1888 in Oslo; † 2. August 1963 ebenda) war ein norwegischer Sportschütze.

## Erfolge
Thorstein Johansen nahm an den Olympischen Spielen 1920 in Antwerpen teil. Mit der Mannschaft wurde er in der Disziplin Laufender Hirsch Doppelschuss Olympiasieger, neben ihm erhielten Einar Liberg, Ole Lilloe-Olsen, Harald Natvig und Hans Nordvik die Goldmedaille. Zudem nahm er auch im Trap teil und wurde Siebter. 1929 wurde er im Doppelschuss-Mannschaftswettbewerb im Laufenden Hirsch Weltmeister. Im Einzelschuss belegte er mit der Mannschaft den zweiten Rang.